# Young love
Young love was de derde single van Dizzy Man's Band. Het is afkomstig van hun album Dizzy do Tickatoo. De DMB had met de vorige single de smaak van de hitparade te pakken, maar Young love haalde de tipparade niet eens.
Young love, veel serieuzer dan Tickatoo, is geschreven door Herman Smak en Jacques Kloes, beiden lid van de band. De orgelsolo klinkt als Procol Harum uit die tijd. De B-kant (of beter de andere A-kant) Pearly queen (meer richting Tickatoo) was afkomstig van muziekproducent Richard de Bois en Jacques Kloes.